# Partyzelt

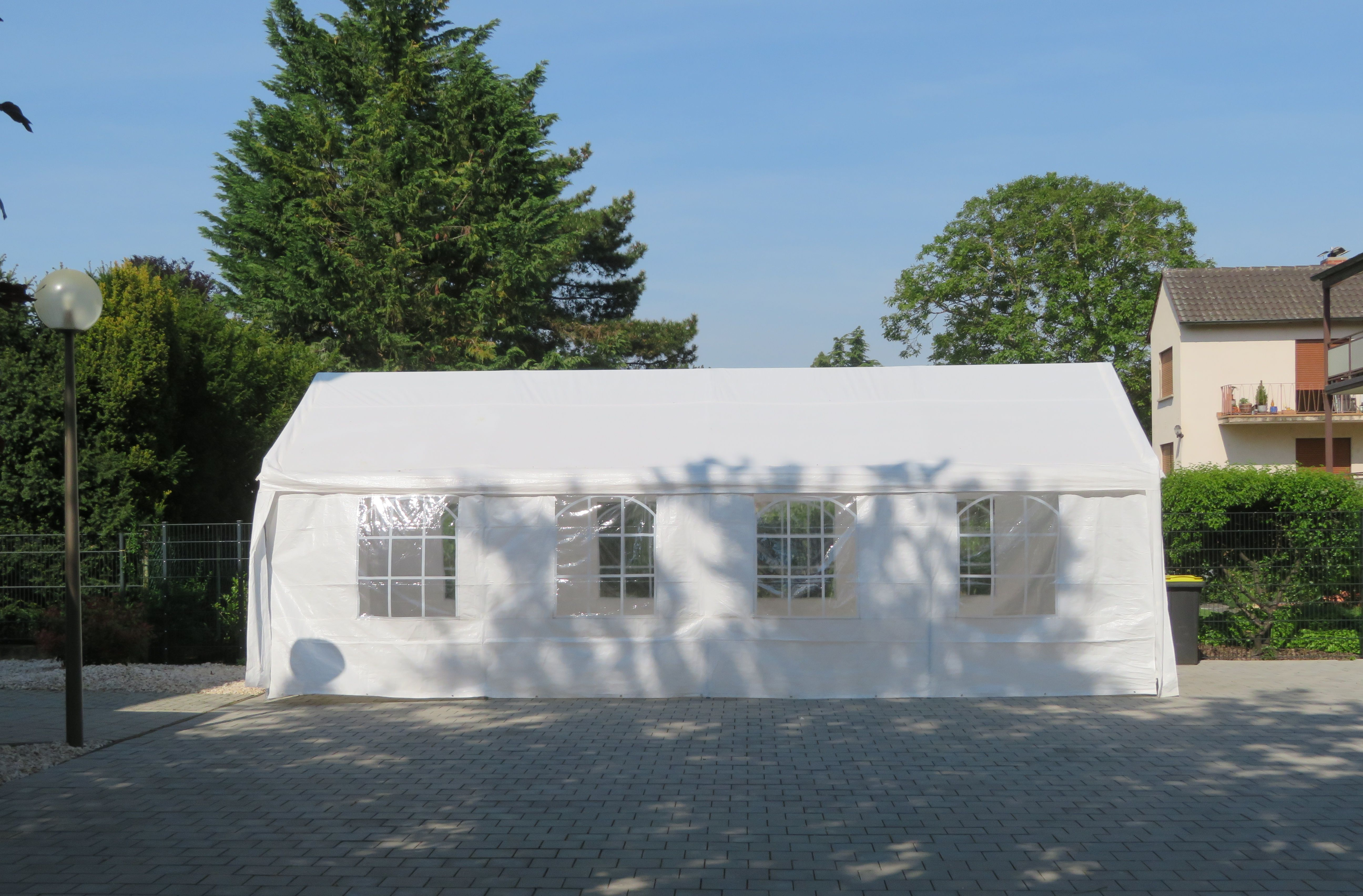
Partyzelt im Hof eines Wohnhauses

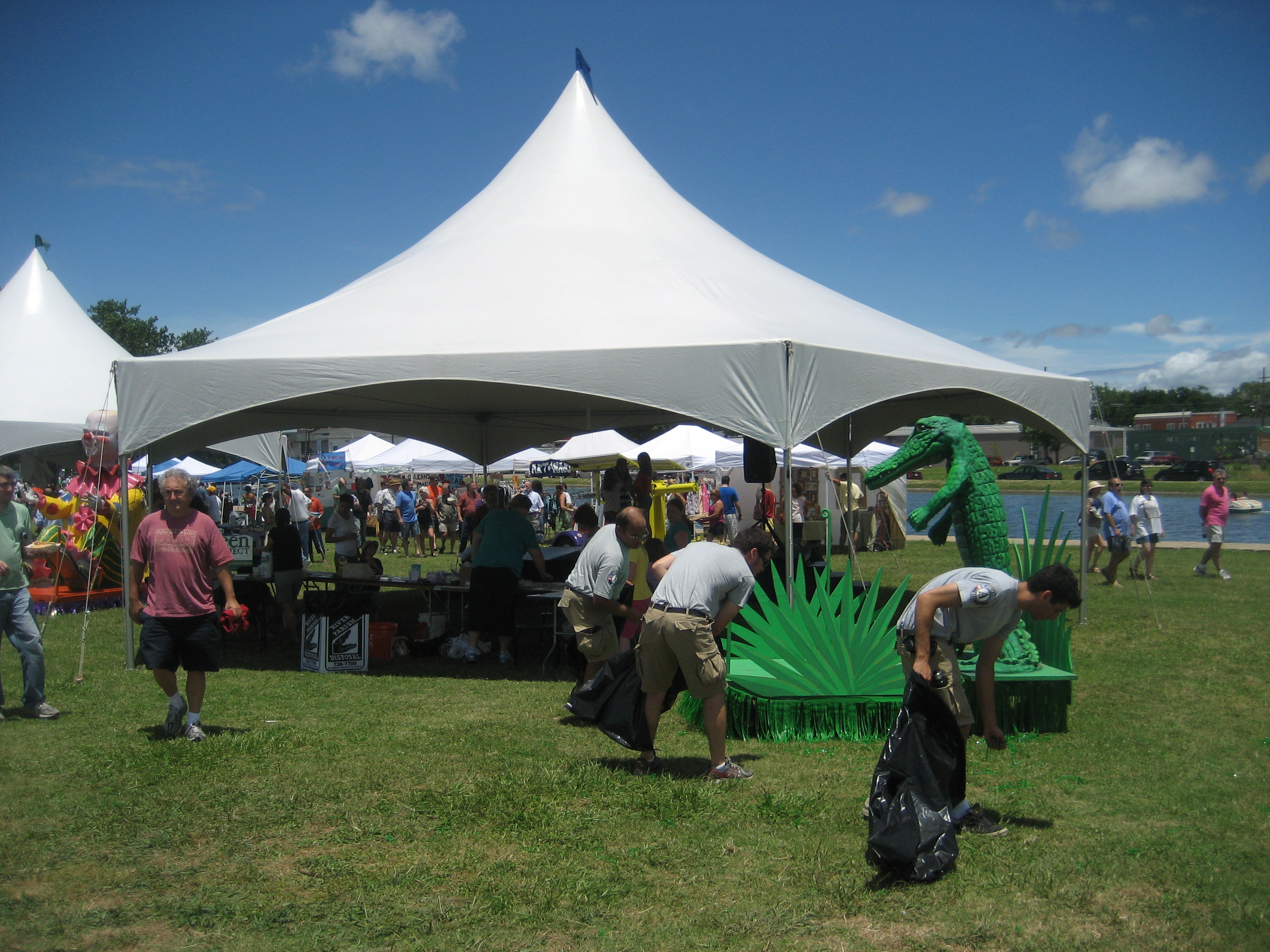
Party-Pavillon ohne Seitenwände

Ein Partyzelt ist die kleine und privatere Form des Festzeltes. Es kann eine Feier im Freien vor Regen, Wind und Sonnenstrahlung schützen.
Weitere Verwendung finden die Partyzelte oder Faltpavillons wegen ihres geringen Gewichts und kleinen Packmaßes auf Märkten, Veranstaltungen, Messen und Ausstellungen, aber auch als Kochzelt/Raucherzelt/Gemeinschaftszelt für Gruppen und Familien beim Campen. Die Pavillon-/Partyzelte lassen sich durch umfangreiches Zubehör ergänzen oder miteinander zu größeren Einheiten verbinden.

## Bauweisen
Das Partyzelt besteht meistens aus einem zerlegbaren stabilen Stahl- oder Aluminiumrahmen, welcher in den meisten Fällen pulverbeschichtet oder verzinkt ist. Das Dach wird aus Kunststoff-Gewebe-Planen hergestellt, die aus PE, PVC oder Polyester-Planen gefertigt werden. Partyzelte finden mit oder ohne Seitenwände (meist auch aus Kunststoff-Gewebe) Verwendung. Zum Teil werden Seitenwände auch nur an ein, zwei oder drei Seiten montiert, um einerseits gegen Wind (Windschirm) bzw. Schlagregen zu schützen und andererseits offen zugänglich zu sein. Partyzelte in quadratischer Grundriss-Form, insbesondere ohne Seitenwände, werden teilweise auch Party-Pavillons genannt. Typologisch entsprechen sie eher Baldachinen.
Partyzelte werden oft noch mit Zeltschnur und Heringen gesichert. Ein Partyzelt kann von wenigen Menschen schnell auf- und abgebaut werden und nimmt verpackt nur wenig Platz ein.
Einfache Partyzelte verfügen oft über wenig Windlast und keine Schneelast. Dadurch eignen sie sich auch nur beschränkt als Witterungsschutz.
Für die private Party haben sich Faltpavillons bewährt. Sie haben Grundflächen in der Regel von 3 × 3 m, 3 × 4,5 m oder 3 × 6 m. Durch den Faltmechanismus sind sie auch für den Laien leicht im Auf- und Abbau und lassen sich leicht transportieren. Partyzelte gibt es aber auch in wesentlich höheren Grundflächen.

## Unterschiede zu Festzelten

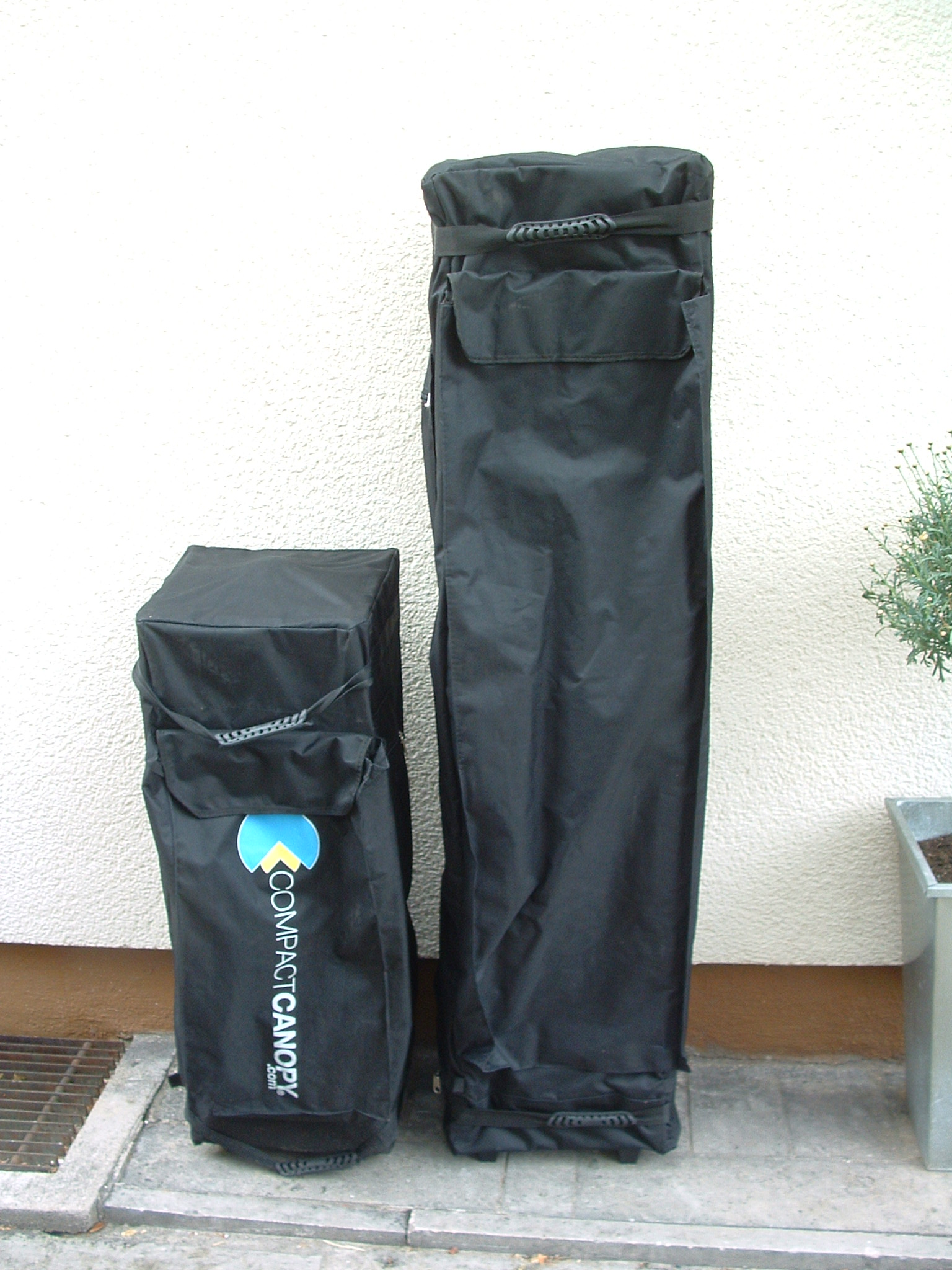
Packmaß von Pavillonzelten links: 1 m – rechts 1,90 m

Der Unterschied zwischen einem Festzelt und einem Partyzelt besteht in der Größe. Partyzelte haben in der Regel eine freitragende Breite von drei bis zehn Metern. Die Länge des Zeltes ist variabel. Partyzelte werden für maximal 250 Gäste eingesetzt. Außerdem unterscheiden sich auch die Profilstärken der Zeltrahmen von Fest- und Partyzelt.
Der Vorteil eines Partyzelts ist, dass alles in handliche Einzelteile zerlegt werden kann. Ein Festzelt dagegen besteht aus wesentlich größeren und schwereren Teilen. Die heutigen Festzelte benötigen keine Schnüren und Heringe mehr, weil der Unterboden und die Bodenplatten sehr viel Eigengewicht besitzen und sich die Zeltkonstruktion selbst trägt.
Große Unterschiede gibt es bei den Qualitäten. Partyzelte sind nicht für den dauerhaften Einsatz geeignet, da auch die besseren Qualitäten durch lange Standzeiten verwittern. Sie sind in der Regel nicht sturm- oder winterfest. Auch die Packmaße variieren stark. In der Regel liegen diese bei einer Länge von rund 1,90 m und bestehen aus mehreren Paketen. Damit kann der Transport zum Problem werden. Hierfür gibt es passende Transport- und Lagertaschen-Sets. Es gibt auch Pavillons mit einem Packmaß von nur 1 m, die quer in den Kofferraum passen.